# W podziemiach Planety Małp
W podziemiach Planety Małp (ang. Beneath the Planet of the Apes) – amerykański film science fiction z 1970 roku w reżyserii Teda Posta. Kontynuacja filmu Planeta Małp (1968).

## Fabuła
Film rozpoczyna się ostatnią sceną z poprzedniego filmu. Taylor i Nova udają się w głąb pustyni, gdzie niespodziewane zjawiska atmosferyczne i rozstąpienie się ziemi, powodują zniknięcie Taylora w ścianie skalnej.
Nova spotyka Brenta, jedynego ocalałego członka ekspedycji ratunkowej, wysłanej w celu uratowania załogi Taylora.
Razem udają się do miasta małp, gdzie podsycany przez goryli problem „rozwiązania kwestii ludzkich” przybiera na sile.
Dzięki Zirze i Corneliusowi, Brent i Nova docierają do Zakazanej Strefy i schodzą do pogrzebanego pod ziemią Nowego Jorku.
Oboje wpadają w niewolę dziwnej grupy zmutowanych ludzi, którzy za swojego boga uznają bombę kobaltową. Tymczasem armia małp na czele z generałem Ursusem i dr Zaiusem wyruszają do Zakazanej Strefy na wojnę z ludźmi. Mieszkańcy podziemnego Nowego Jorku postanawiają użyć jedynej i najgorszej broni, która zniszczy całą planetę. Uznając Brenta za swojego wroga stosują iluzję i zmuszają go oraz Taylora, z którym go zamykają do wzajemnego zabicia się. Zostaje to jednak przerwane inwazją wojska małp, które zaczynają zabijać podziemnych ludzi i niszczyć ich cywilizację. Zostaje zabita także Nova. Brent i Taylor chcą zatrzymać wojnę, która spowoduje zagładę. Małpy przedarły się do świętego miejsca podziemnych ludzi. Ostatni z nich zostaje zabity chwilę przed uruchomieniem bomby. Małpy nie wiedząc czym ona jest, chcą ją zniszczyć. Spowalniają to Brent i Taylor, którzy także zostają zabici. W swoich ostatnich tchnieniach Taylor spotykając się z odrzuceniem zamiaru pokoju od strony Zaiusa, decyduje się na uruchomienie bomby.

## Obsada
- James Franciscus – John Brent
- Kim Hunter – dr Zira
- Maurice Evans – dr Zaius
- Linda Harrison – Nova
- Paul Richards – Mendez
- Victor Buono – Grubas
- James Gregory – Ursus
- Jeff Corey – Caspay
- Tod Andrews – Skipper
- Charlton Heston – George Taylor
- Lou Wagner – Lucius
- Roddy McDowall – Cornelius
- Gregory Sierra – Verger
- Don Pedro Colley – Negro